# St. Andreas (Mistelfeld)

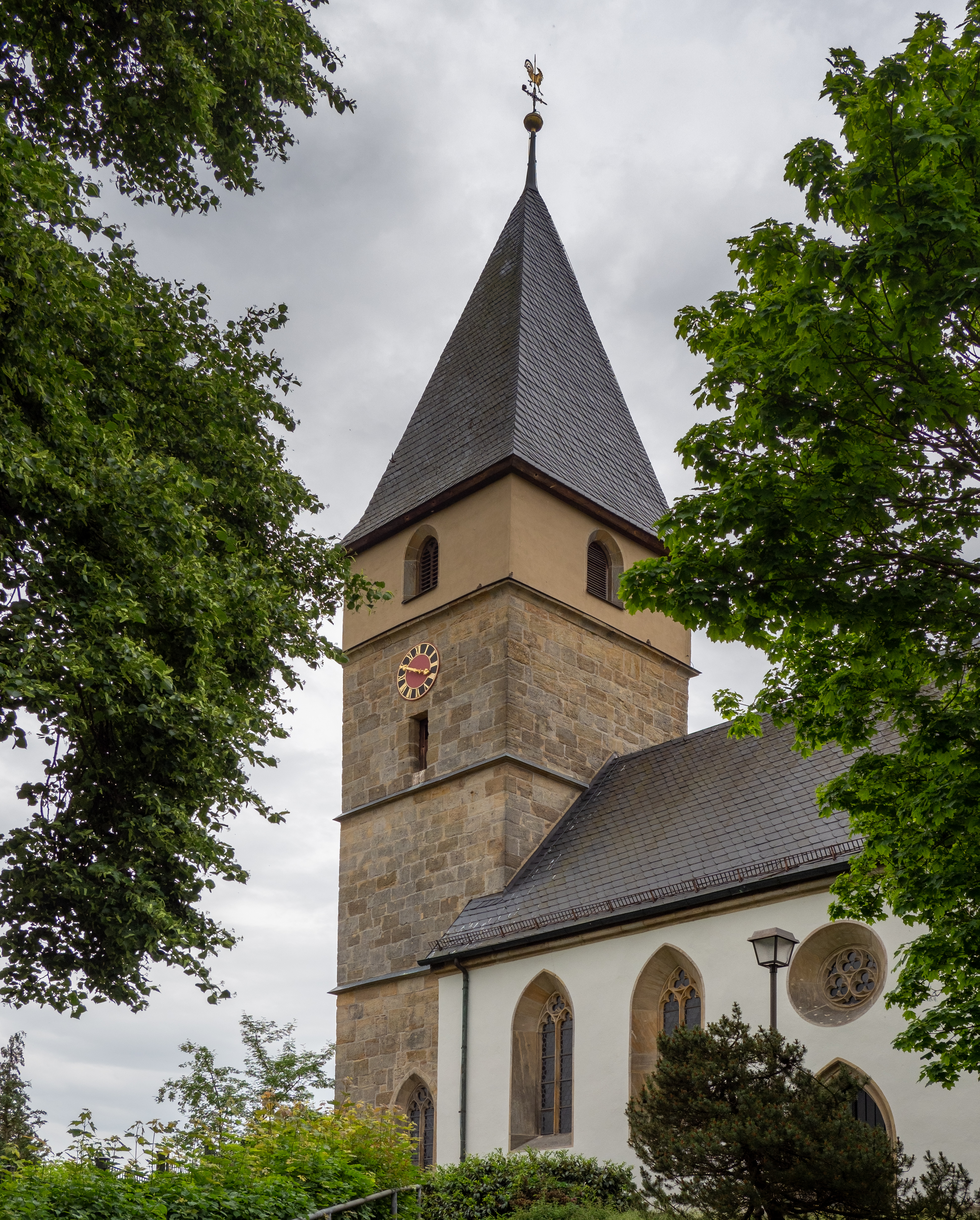
St. Andreas (Mistelfeld)

Die römisch-katholische, denkmalgeschützte Pfarrkirche St. Andreas steht in Mistelfeld, einem Gemeindeteil der Kreisstadt Lichtenfels im Landkreis Lichtenfels (Oberfranken, Bayern). Der Chorturm stammt im Kern vom Anfang des 14. Jahrhunderts. Die Kirchengemeinde gehört zum Seelsorgebereich Lichtenfels-Obermain im Dekanat Coburg des Erzbistums Bamberg.

## Beschreibung
Der Chorturm aus Quadermauerwerk und der Kern des Langhauses stammen von der 1319 benedizierten und 1346 konsekrierten Kirche. Um 1600 wurde der Turm um ein verputztes Geschoss, das hinter den Klangarkaden den Glockenstuhl beherbergt, aufgestockt und mit einem spitzen Pyramidendach bedeckt. 1866 folgte ein durchgreifender Umbau der Saalkirche. Das Langhaus wurde nach Westen verlängert. 
Den Chor, d. h. das Erdgeschoss des Chorturms, überspannt ein  Kreuzrippengewölbe. Den Innenraum des mit einem Satteldach bedeckten Langhauses überspannt eine Flachdecke. Die Kirchenausstattung ist neugotisch. Die Darstellung der Kreuzwegstationen wurde bereits um 1700 geschaffen.